# Église Saint-Martin de Marcolès
Pour les articles homonymes, voir église Saint-Martin.
L'église Saint-Martin de Marcolès est une église de style gothique méridional située en France sur la commune de Marcolès, en région Auvergne-Rhône-Alpes.

## Historique
L'église actuelle, édifiée au XVe siècle sur les fondations d'un prieuré fortifié, présente un chœur carré, une nef à cinq travées, une tour-clocher et un décor intérieur mêlant sculptures gothiques, peintures du XIXe siècle et mobilier en bois.

### La précédente église
L’église actuelle, située au cœur de l’enceinte fortifiée du XVe siècle, s’élève sur les fondations d’un édifice antérieur attesté en 1203 (bien que ses origines remontent probablement à une époque encore plus ancienne). Cette précédente église était rattachée à la mouvance de l’abbaye de Saint-Géraud. Elle devait paraître trop vétuste, trop exiguë et/ou trop endommagée par les ravages de la guerre de Cent Ans pour répondre aux besoins de la communauté. Face à ces contraintes, l’édifice fut reconstruit.

### Protection
L'église est inscrite au titre des monuments historiques par arrêté du 19 mai 2003. 
- La statue-reliquaire de saint Martin de Tours, datée du XIVe siècle, a été classée au titre objet des monuments historiques par arrêté du 7 octobre 1935[3].

- Le retable de la chapelle Saint-Martin a été inscrit au titre objet des monuments historiques le 8 septembre 1999 (arrêté n°99-1768)[4].
- Les statues polychromes en pierre ont été inscrites au titre objet des monuments historiques : sainte Anne trinitaire et le groupe de l'Annonciation le 22 août 1950 ; saint Jacques lisant le 30 novembre 1987[2].
- La chaire à prêcher a été inscrite au titre objet des monuments historiques le 23 juin 1987[2].
- La présentation au Temple a été inscrite au titre objet des monuments historiques le 22 juillet 1983[2].
- Le panneau sculpté en bas-relief, d'époque Renaissance, a été classé au titre objet des monuments historiques le 15 avril 1957[2].

## Description

### L’aspect extérieur

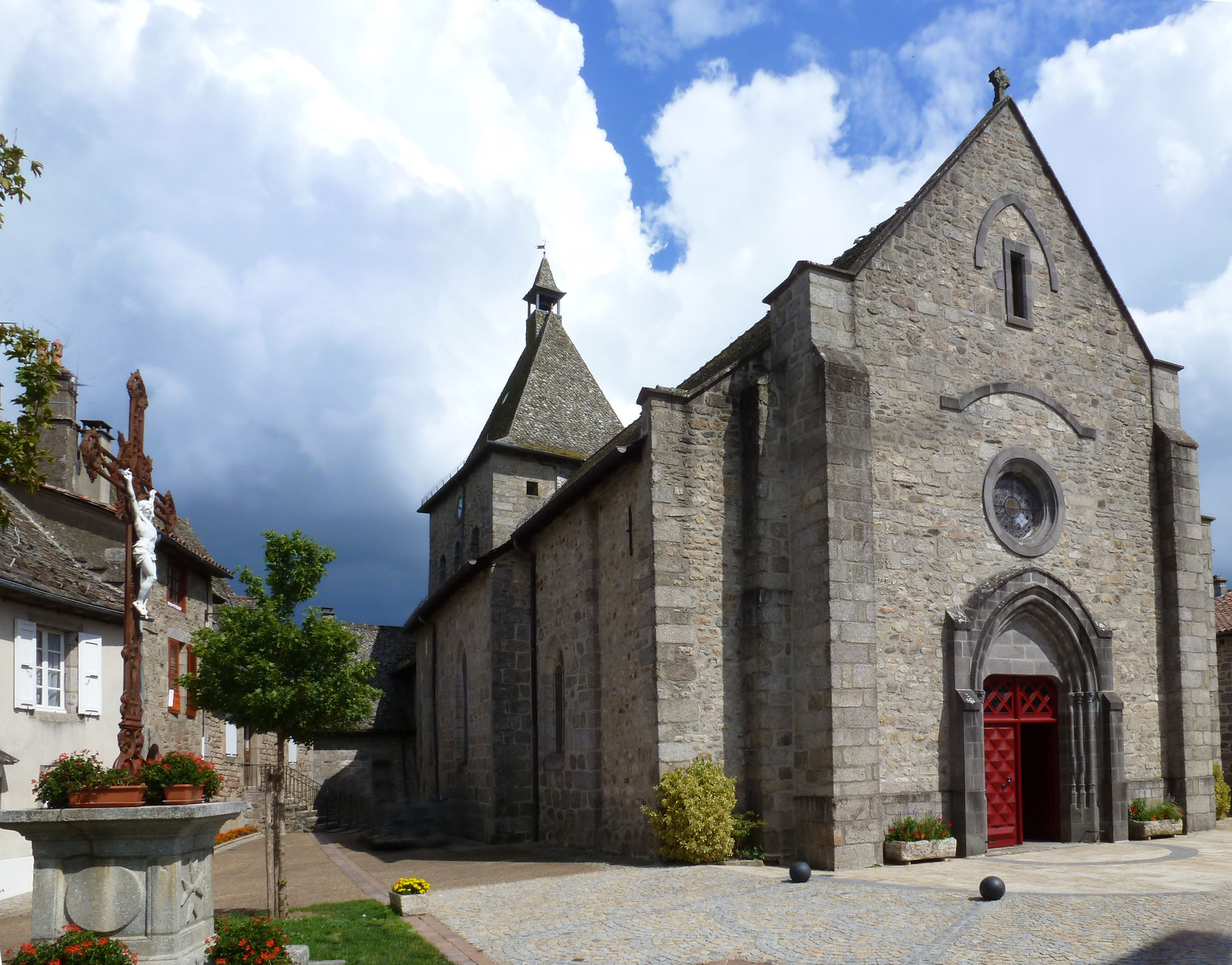
Vue extérieure nord-ouest de l'église Saint-Martin (MH 19-5-2003)

Au fil des siècles, l’aspect extérieur de l’église Saint-Martin a été l’objet de nombreuses transformations. À l’origine, l’édifice se composait d’une nef centrale à quatre travées éclairée par des ouvertures latérales dans ses parties supérieures. À l’est se trouvait le chœur carré, tandis qu'à l’ouest un clocher primitif, dit à peigne, dominait la façade donnant sur la place (ce dernier s’est effondré avant 1553).

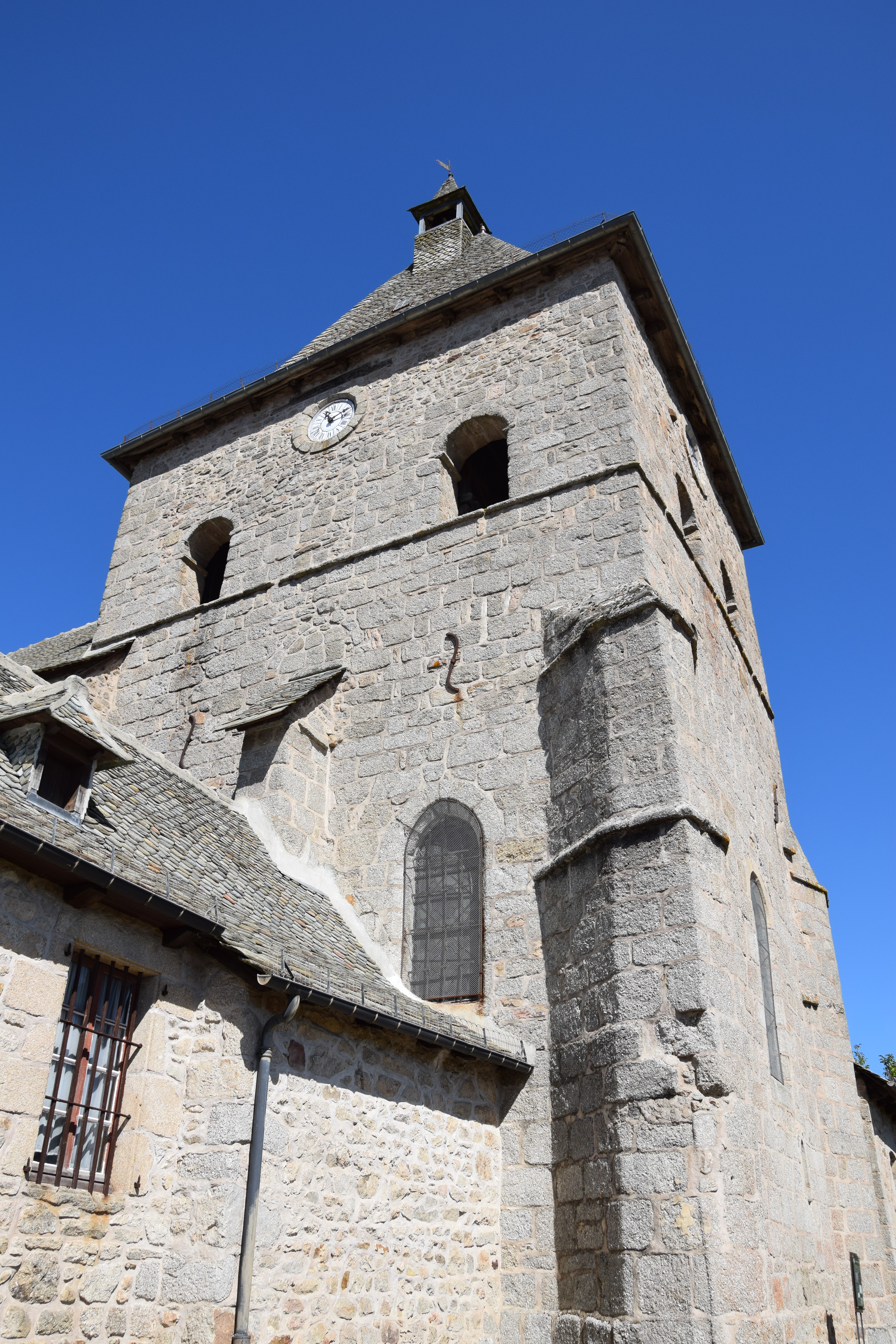
Le clocher actuel de l'église Saint-Martin

Dès la fin du XVe siècle, l’édifice voit l’édification de nombreuses chapelles latérales par des familles aisées, pour avoir « droit de banc et de sépulture ». Ces chapelles, aux toitures disparates, ont masqué les ouvertures de la nef et modifié l'aspect extérieur de l'édifice. L'actuelle sacristie sud n’avait pas été encore édifiée : une porte s’ouvrait du chœur sur le cimetière, tandis que l’on accédait, à l'ouest, à l’église par une grande porte principale protégée par un porche ou une petite porte latérale protégée par un auvent.
Depuis toujours, les murailles, principalement en granit, ont été couronnées, au-dessus de la nef, par un toit en lauzes à deux eaux.
À la Révolution, l'église est transformée en Temple de la Raison. Le clocher est abaissé afin de ne pas dépasser de plus d’une aune le niveau du couvert de la nef, avant d’être ultérieurement rehaussé et équipé d’une horloge. En raison de son élévation, il a dû assurer un rôle de vigie, participant à la surveillance et la défense du bourg lors des périodes de conflit.
En 1856, le cimetière entourant l’église est transféré à l’extérieur du village, la porte latérale est condamnée et le portail actuel en pierre de Volvic est installé.

### L’aspect intérieur
L’église Saint-Martin est de style gothique méridional c’est-à-dire qu’elle possède une nef, un chœur et pas de transept.

#### La nef de l’église

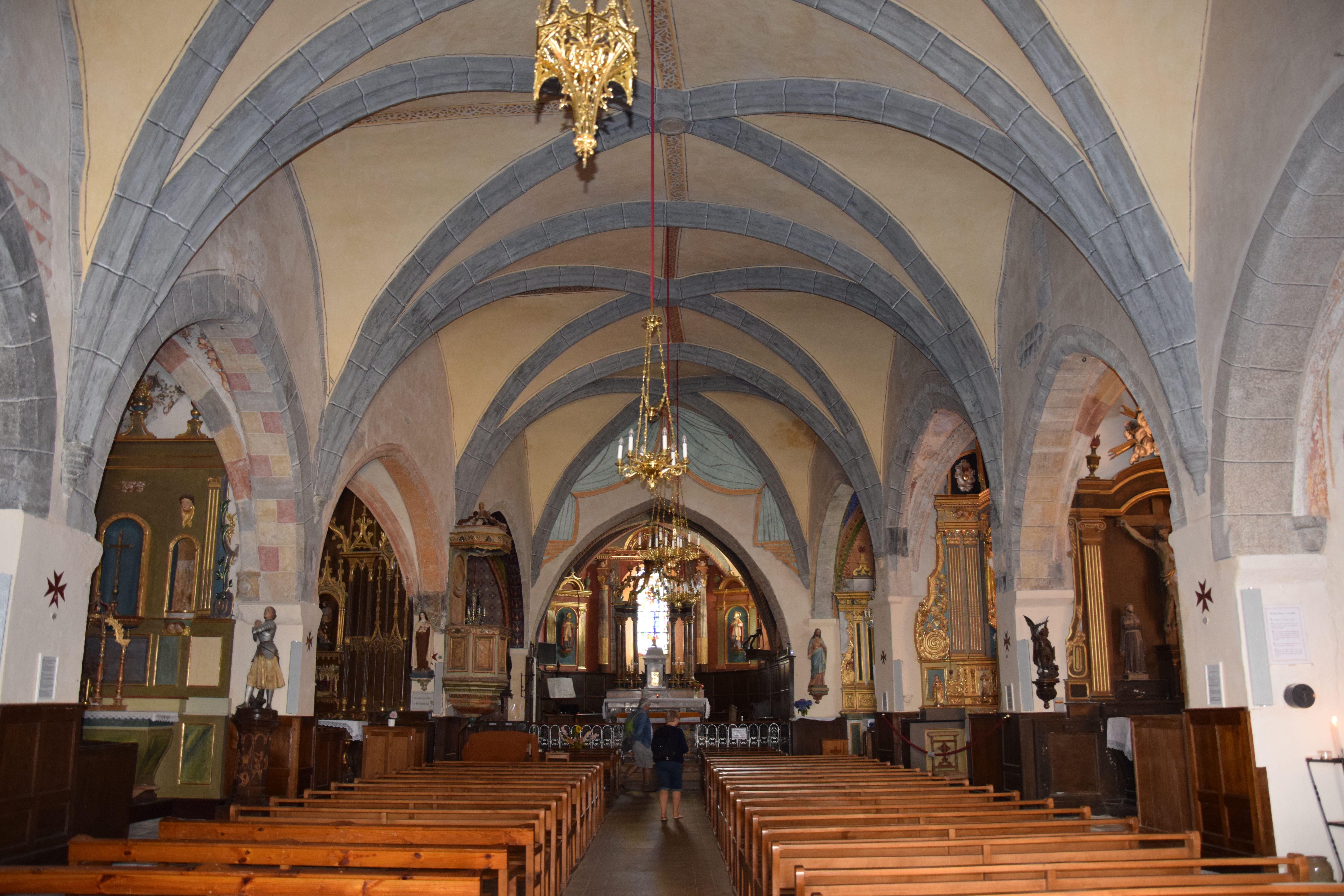
Vue d'ensemble de l’intérieur de l'église Saint-Martin

La nef de l'église est divisée en cinq travées. Les murs latéraux des quatre travées principales, percés d'arcs, donnent accès à huit chapelles. La cinquième travée, plus étroite, accueille au sud les fonts baptismaux et au nord l’escalier d’accès à la tribune. La voûte est soutenue par des croisées d’ogive. Les nervures de ces ogives reposent sur des culots partiellement incrustés dans la maçonnerie. Par ailleurs, les murs des chapelles aident à canaliser les forces générées par le voûtement et permet une meilleure répartition des charges sur l’ensemble de la structure.
La multiplicité des chapelles latérales donne l'impression, dès le franchissement de la porte d'entrée, que la nef est moins élevée qu'elle ne l'est en réalité. Cela s'explique notamment par l'interruption visuelle de la hauteur par ces espaces secondaires.

#### Le chœur

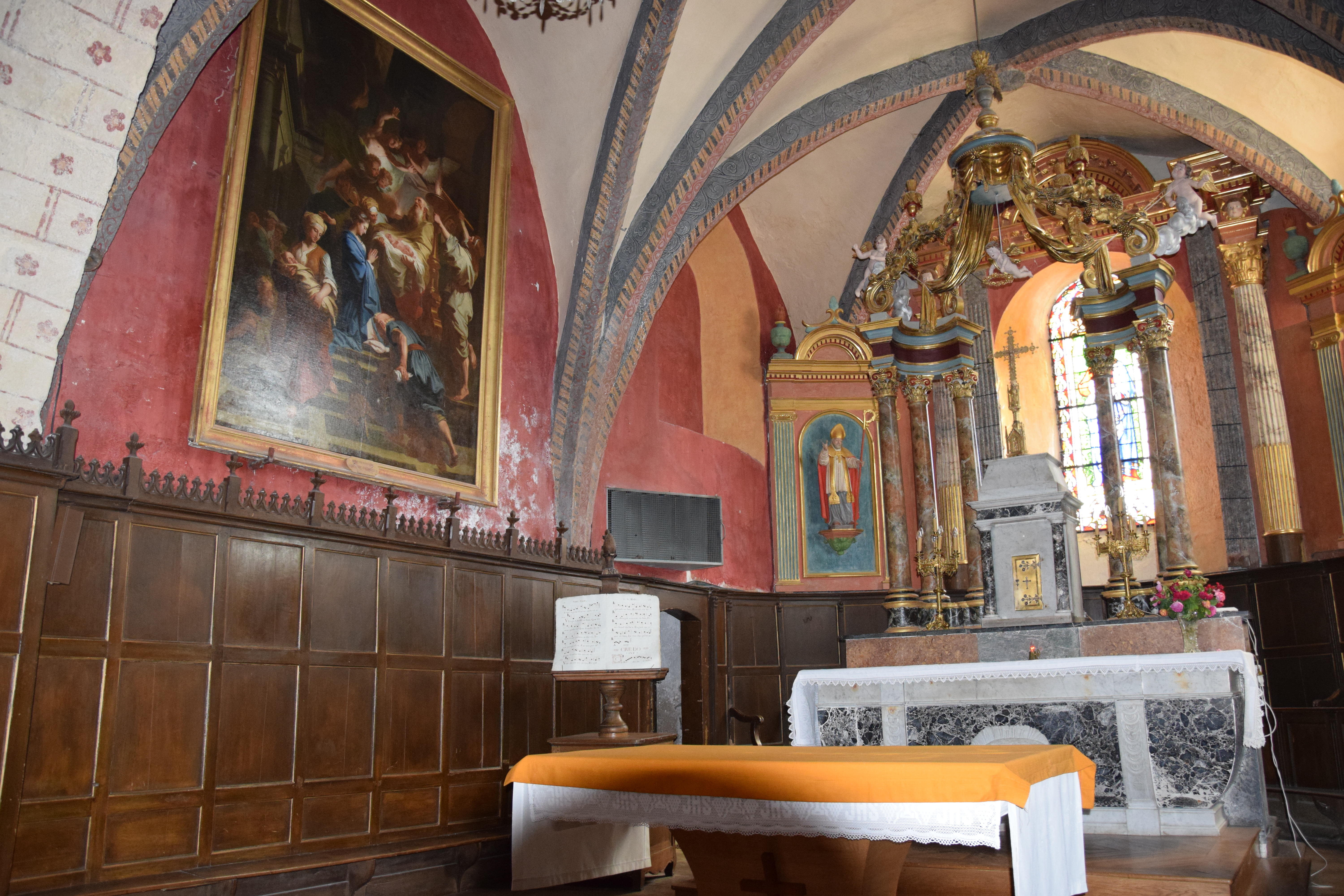
Vue d'ensemble du chœur de l'église Saint-Martin

Le carré du chœur correspond à la structure étroitement liée du clocher qui la surplombe. Il se compose de deux travées couvertes chacune par une voûte. Ces voûtes reposent sur deux croisées d’ogives séparées par un arc médian (ou arc diaphragme). À l’origine, le chœur bénéficiait d’un éclairage grâce à une baie axiale et trois fenêtres en plein cintre disposées sur les côtés. Toutefois, lors de la construction ultérieure de la sacristie, l’une de ces fenêtres fut obstruée, modifiant quelque peu l’éclairage initial de l’ensemble.
Le passage reliant le chœur à la nef se fait par un arc triomphal. Cet arc, en plus de sa fonction structurelle de transition, est orné avec finesse de petites fleur rouges. Sa partie supérieure est décorée d’un grand rideau théâtral à franges dorées, peint en trompe-l’œil visant à susciter l’émotion et la réflexion chez le paroissien.

#### Les chapelles
L’église Saint-Martin se caractérise par un nombre élevé de chapelles latérales : quatre au sud et quatre au nord, plus une neuvième si l’on ajoute la chapelle des fonts baptismaux.
Ce sont les suivantes :
- la chapelle du Sacré-Cœur,
- la chapelle Notre-Dame du Rosaire dite de Cabrespine puis d'Humières,
- la chapelle du Crucifix dite de Nozières,
- la chapelle de l'Annonciation,
- la chapelle des fonts baptismaux,
- la chapelle Saint-Martin,
- la chapelle Saint-Joseph,
- la chapelle Saint-Jean-Baptiste dite Destaing,
- la chapelle Saint-Roch.

Elles présentent toutes une facture distincte en raison de leurs dimensions, de la taille des arcs en ogives, des arceaux gothiques s'ouvrant sur la nef, du style des fenêtres, des culs de lampes sur lesquels viennent reposer les arcs des croisées d'ogive ainsi que du non alignement de leurs murs gouttereau conférant à l'édifice une forme renflée particulièrement singulière.

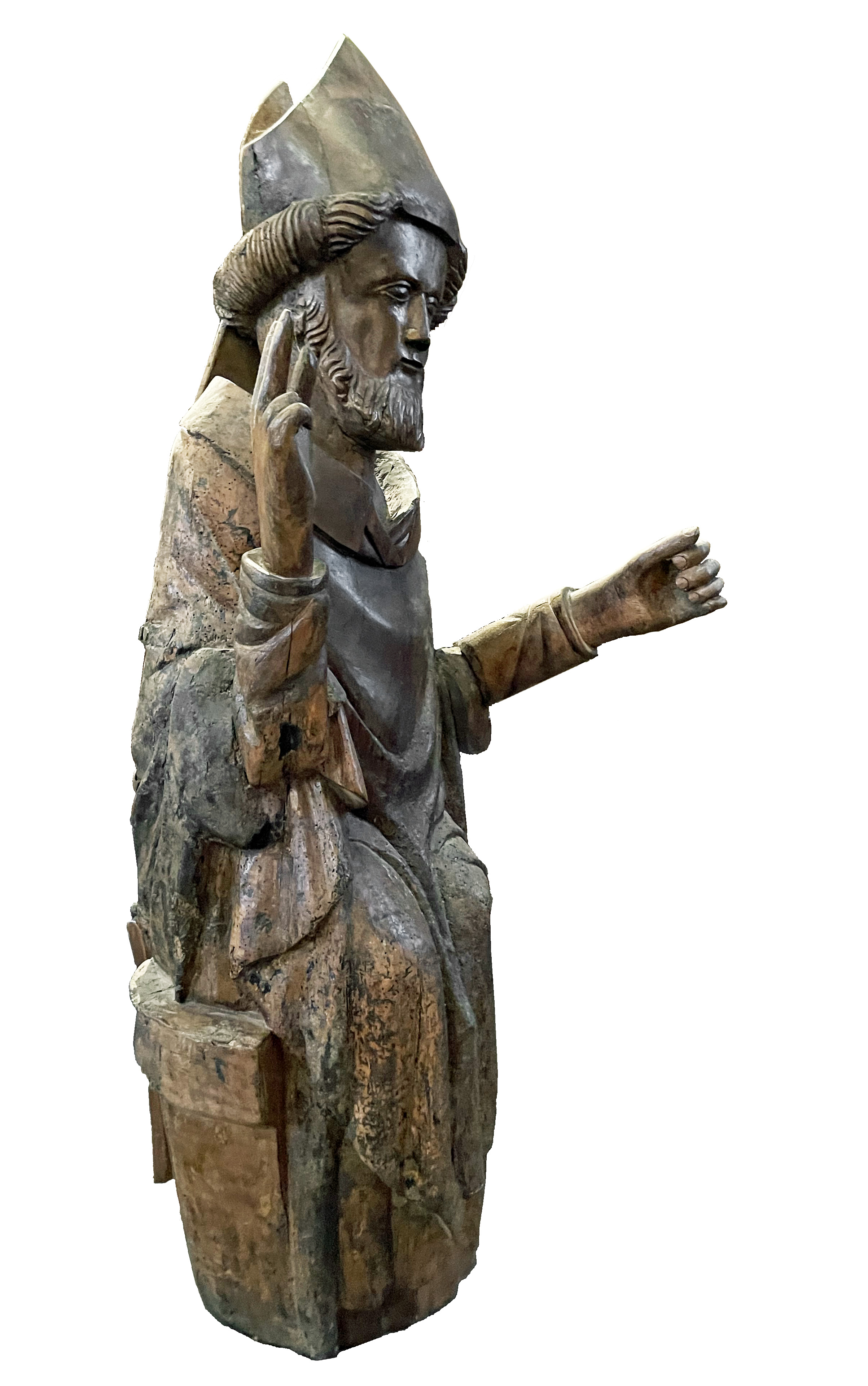
Statue reliquaire de saint Martin de Tours datée du XIVe siècle (MH 7-10-1935)

### Saint Martin de Tours
L'église est consacrée à saint Martin. Les visiteurs sont souvent étonnés d'apprendre que les reliques les plus importantes (après les guerres de Religion) d'un saint majeur de la chrétienté sont conservées, non pas à Tours, mais dans une petite cité médiévale du département du Cantal.
NB : A Tours, pendant les guerre de Religion de 1562, la châsse de saint Martin fut brûlée par les protestants et seuls furent conservés un morceau de crâne et un os du bras (radius).
Lors de travaux de réparation, le 4 juillet 1667, une statue-reliquaire de saint Martin de Tours fut découverte dans la maçonnerie du maître-autel. Les artisans en informèrent le curé qui fit extraire la statue. Une loge à relique fut alors mise au jour à l’arrière de celle-ci. Le curé Pierre Cortez convoqua des témoins pour procéder à son ouverture. Ces reliques, d'une grande importance, étaient composées d'ossements intacts ainsi qu'un parchemin portant l'inscription "HAC SUNT RELIQUAE BEATI MARTINI". Cette découverte parvint jusqu'à l'évêque de Saint-Flour qui ordonna une enquête canonique. Il en résulta la prise de conscience qu'à Marcolès se trouvaient les plus importantes reliques connues à ce jour de ce saint.

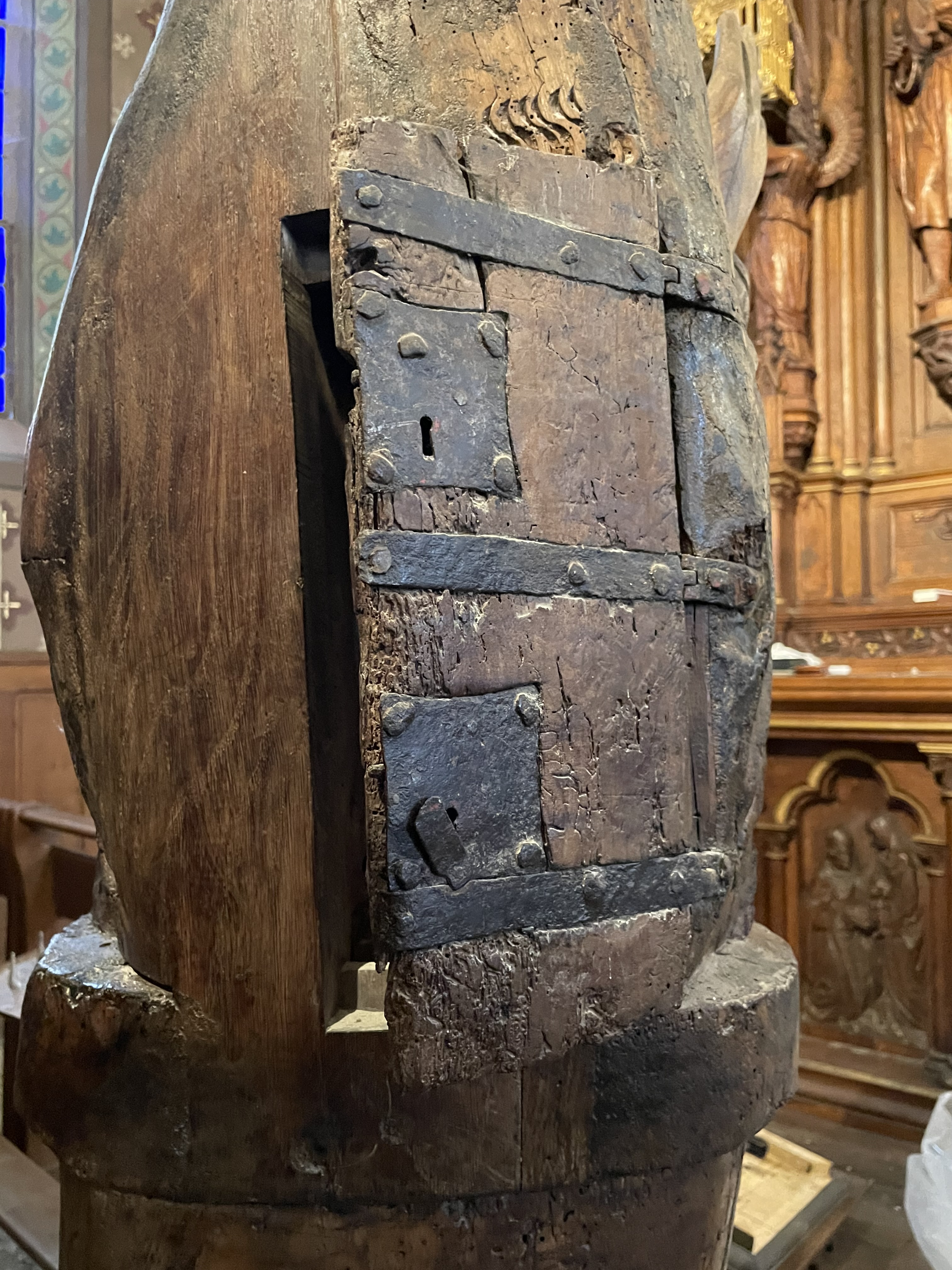
Dos de la statue creusé en forme de reliquaire(MH 7-10-1935)

A l’origine en bois polychrome, cette statue (figure) remarquable représente un saint évêque en habits pontificaux coiffé de la mitre. Mesurant 1,05 mètre de hauteur, il est majestueusement assis sur son siège et bénit de la main droite. Selon Antoine Cazes, vers 1630, cette œuvre «était revêtue ordinairement [...] d'une chasuble en satin violet et la croix de broderie d'or et d'argent, avec un bonnet de velours cramoisi... » soulignant son caractère sacré. «Placée sur le grand autel», elle occupait une place centrale dans les rites et était portée en procession lors des «calamités publiques» renforçant son rôle symbolique d'intercession divine et de protection des fidèles,.
Voici la liste initiale des ossements identifiés par les médecins :
- les deux humérus, manquant tous deux de leurs apophyses inférieures et supérieures,
- un tibia presque entier, manquant seulement de son apophyse supérieure,
- la moitié supérieure d'un péroné,
- une rotule,
- un os du métatarse,
- la partie supérieure du cubitus (os de l'avant bras), de la longueur d'à peu prés six pouces et d'un demi-pied,
- plusieurs fragments d'os détachés.

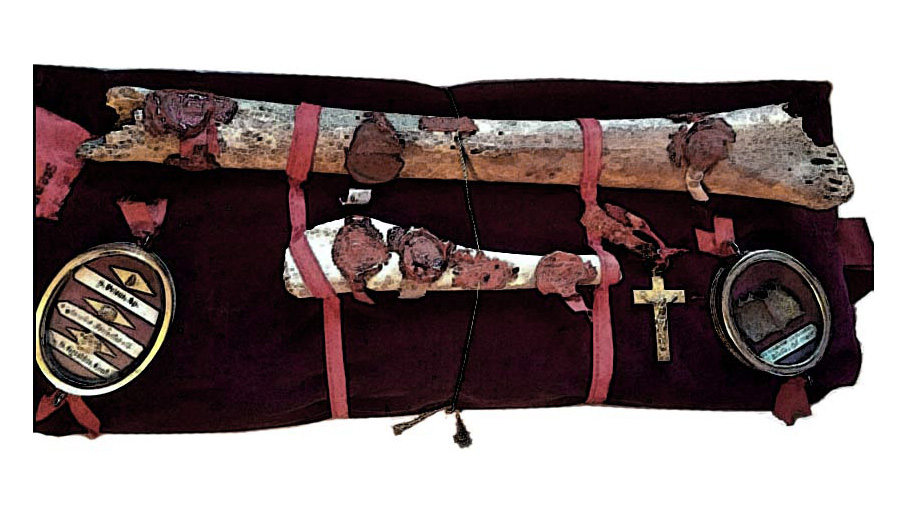
Reliques, en 2025, de saint Martin de Tours

Puis vint la période de demande des reliques. En 1842, ce furent 9 reliquaires (1 en vermeil + 8 en argent) accompagnés de 12 lettres d'authenticité en plus de la nouvelle châsse. En 1855, Tours fit extraire du reliquaire l'os du tibia, puis vinrent les requêtes de Liguré, Amiens, Cahors, Flaurac... Les ossements de saint Martin furent dispersés.
La photo présente les restes des reliques de Marcolés.

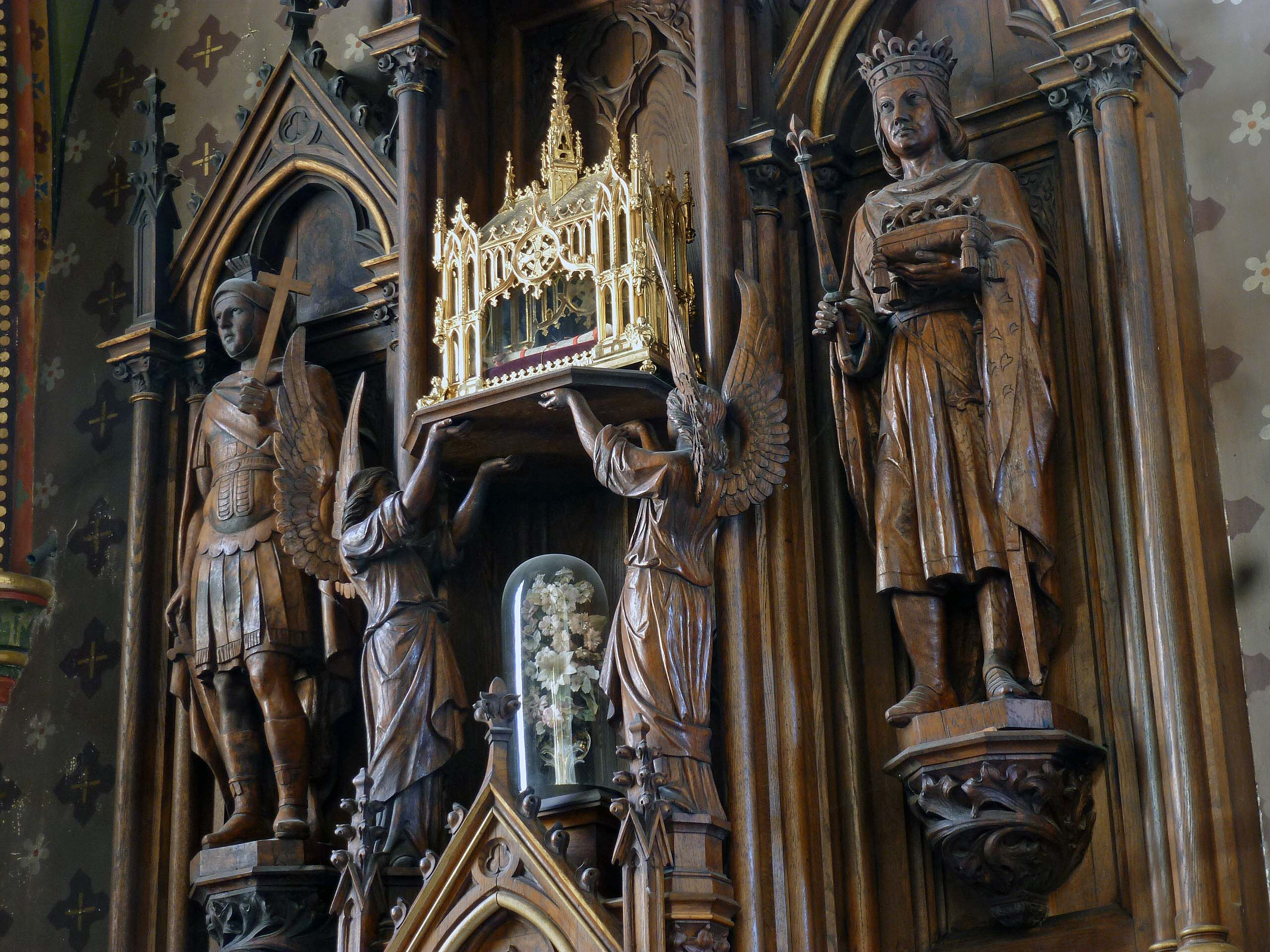
Retable de la chapelle Saint-Martin qui accueille le reliquaire (MH 99-1768)

Ce retable néogothique a été réalisé par le sculpteur aurillacois Cantournet en 1894 pour accueillir les reliques du saint qui avaient été ôtés de la statue reliquaire. Il est composé d'un arc en ogive à quadripole surmonté d'un baldaquin avec des retombées en arcatures trilobées sous lequel deux anges élèvent un plateau où est posée la chasse-reliquaire. Sur les côtés deux niches à colonettes et pinacles présentent à gauche une statue de saint Martin en officier romain et à droite une statue de saint Louis roi portant un spectre et la couronne d'épines.
Le reliquaire, datant de fin du XIXe siècle, est en bronze doré. À l'intérieur, sur un coussin de velours bordeaux, reposent les restes des ossements de Saint-Martin.
La chapelle Saint-Joseph, abrite l'ancien reliquaire en bois et stuc polychrome et doré de la fin du XVIIIe siècle.

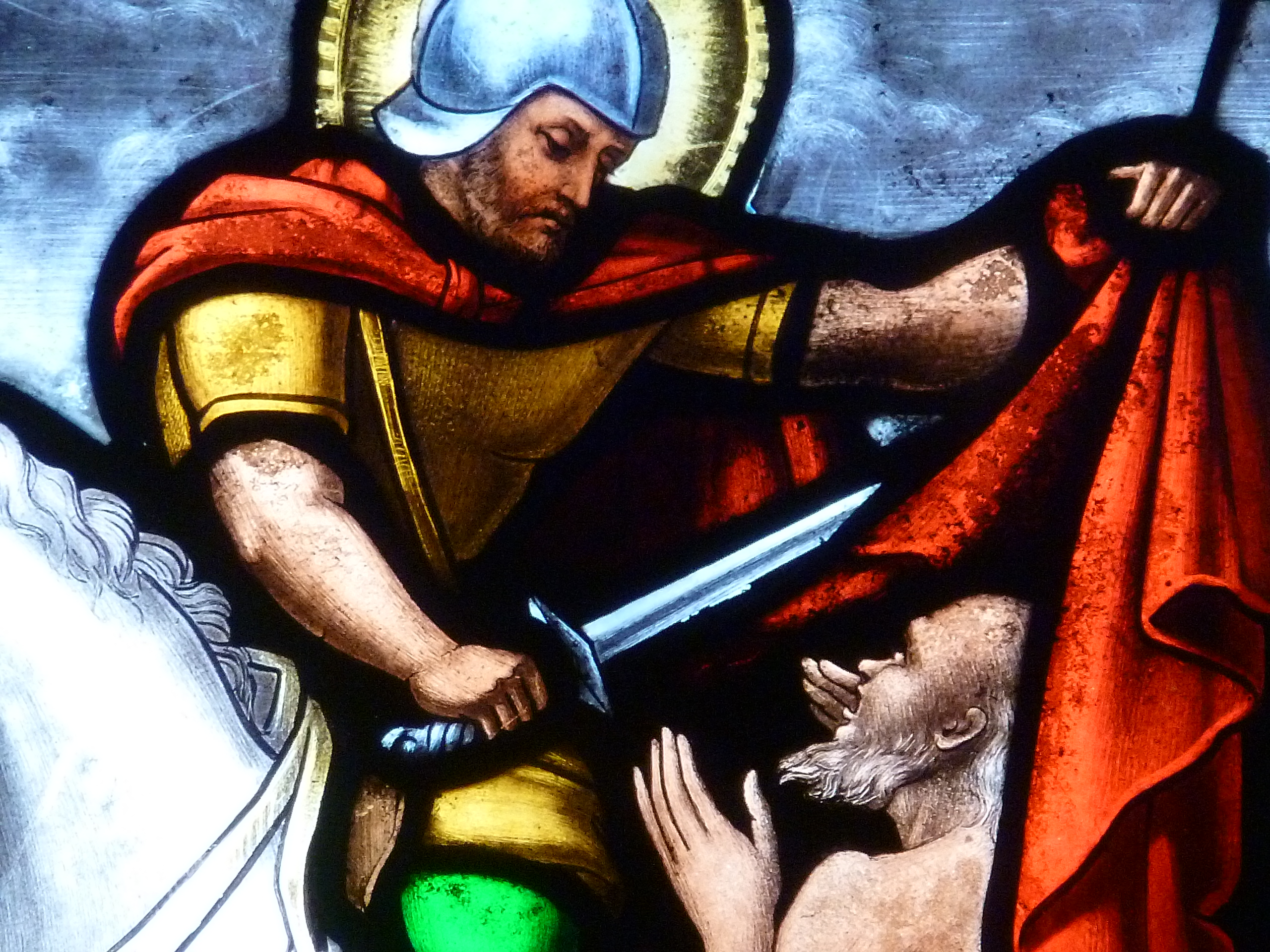
Saint Martin partageant son manteau avec un pauvre, vitrail de la chapelle Saint-Martin de Marcolès du XIXe siècle.

La charité de saint Martin est un épisode marquant de la vie de Martin de Tours, au cours duquel, alors qu'il servait comme légionnaire de l'armée romaine, il aurait partagé son manteau (sa cape) ou du moins sa doublure avec un mendiant.

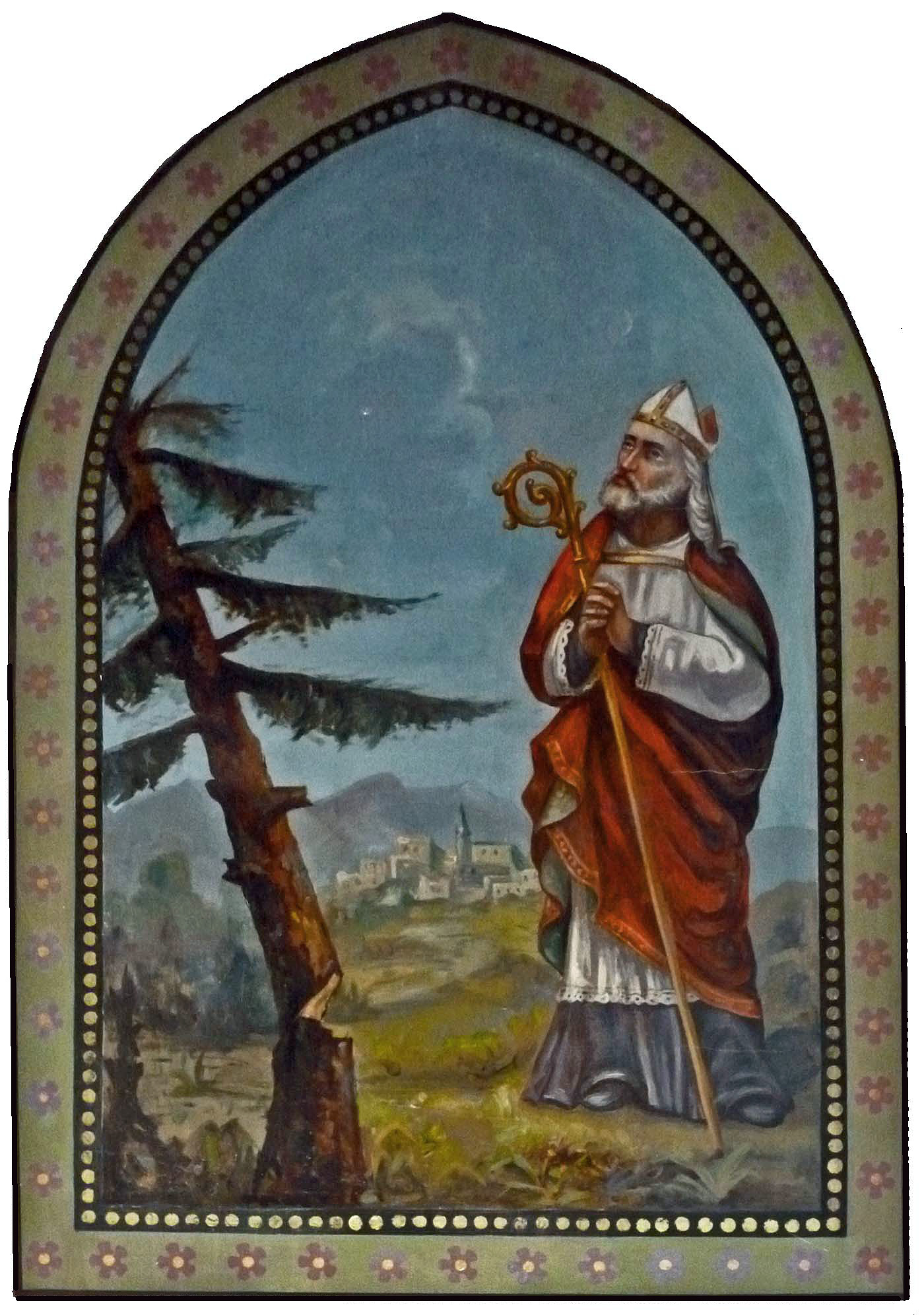
Saint Martin et le pin sacré : peinture murale du XIXe siècle.

Après avoir été proclamé évêque par les habitants, saint Martin se rendit dans les campagnes pour évangéliser et combattre les cultes païens. L'un de ses miracles est l'abattage du pin sacré dont l'on peut voir une représentation sur une peinture murale de la chapelle Saint-Martin. Les villageois acceptent de couper l'arbre à condition que le saint se laisse attacher du côté où il doit tomber. Cependant, par un signe de croix, il parvint à détourner la chute de l'arbre, démontrant ainsi la puissance de sa foi et l'intervention divine.

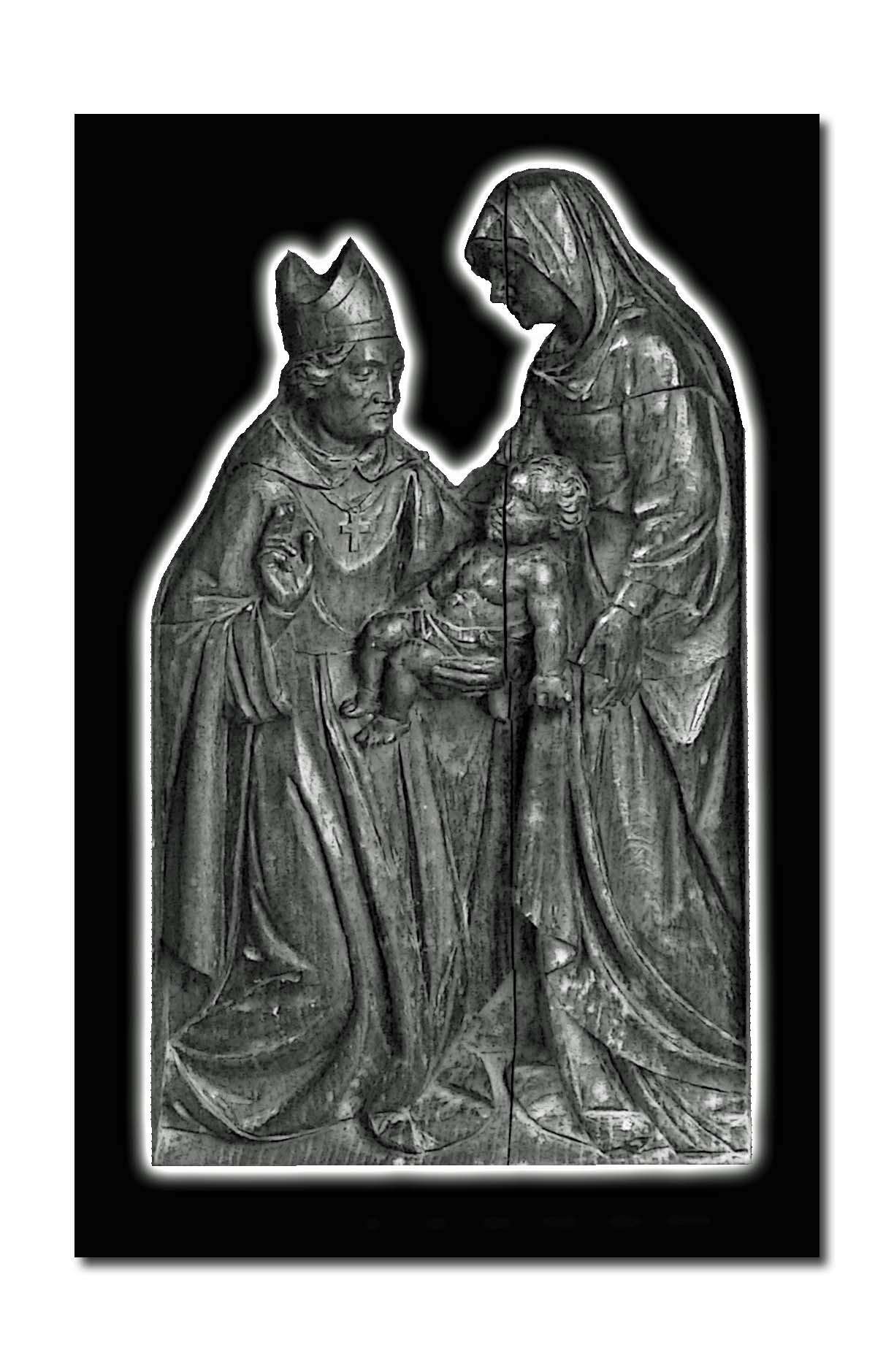
Saint Martin guérisseur : sculpture sur bois XIXe siècle du bas de l'autel de la chapelle Saint-Martin.

#### Le mal de saint Martin: ces enfants qui ne marchaient pas
L'enquête canonique de 1667 a mise en lumière des pratiques liées au culte des saints. Deux témoignages revêtent une grande valeur. Le premier est celui de Marguerite Pomies, âgée de 70 ans, qui rapporte avoir vu : "divers enfants du voisinage qui ne pouvaient marcher quoiqu'ils fussent âgés de 4 ou 5 ans et qui après avoir été baignés dans la fontaine de saint Martin ont retrouvé" la marche. Le second est celui de Catherine Gauzentes, âgée de 29 ans. Elle a vu porter à la fontaine Saint-Martin un neveu, âgé de 4 ou 5 ans, nommait Martinet, incapable de marcher car il gardait constamment ses jambes en croix. Au XIXe siècle, on témoigne d’enfants incapables de marcher à 4, 5, 6, 7 ans. Ce mal, localement appelé "martinaire", désignait une pathologie résultant d'une carence en vitamines D : le rachitisme, principalement liée à un défaut d'exposition solaire.

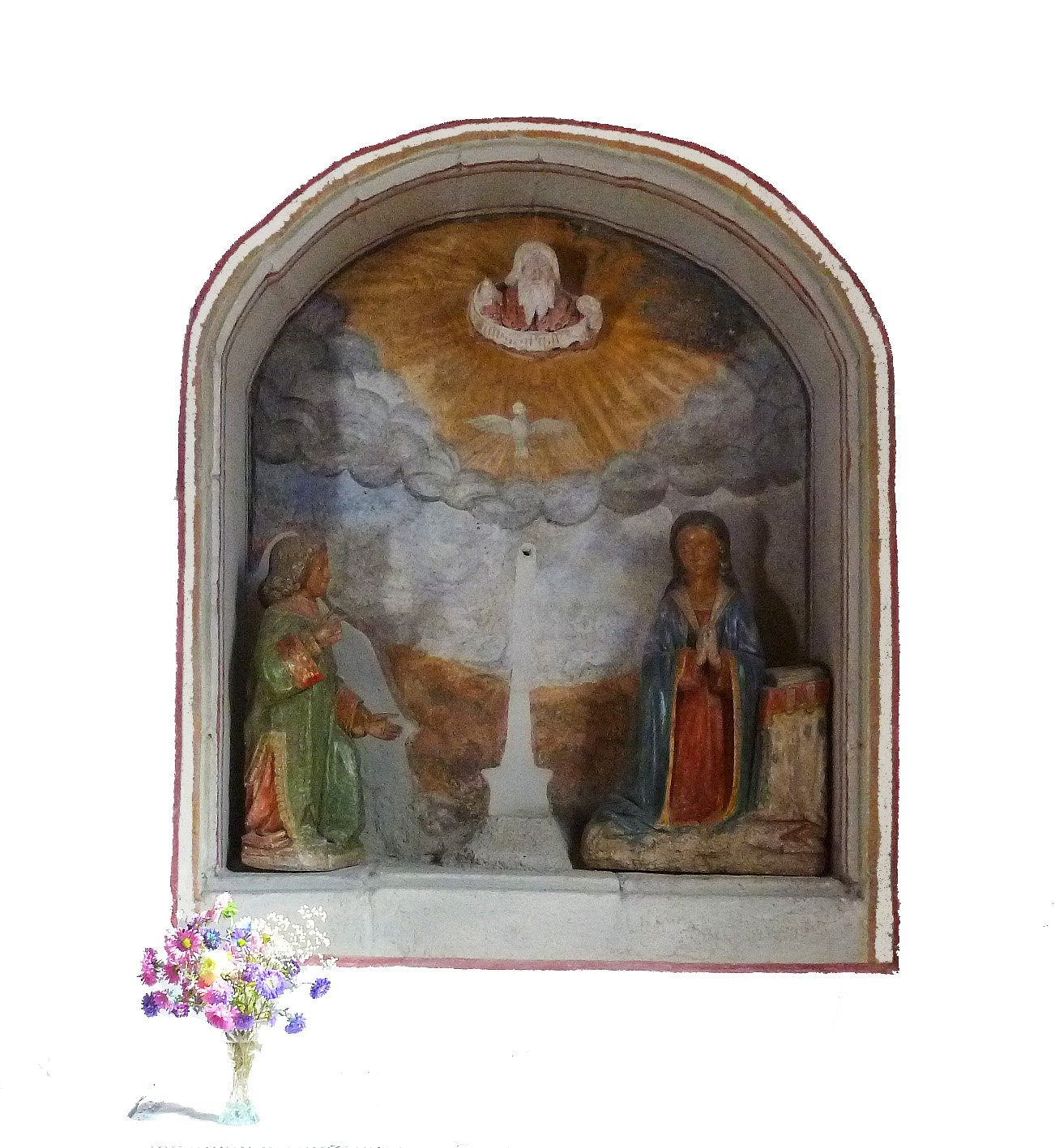
Groupe de l'Annonciation : l'ange Gabriel annonce à Marie qu'elle sera la mère du seigneur (MH 22-8-1950)

### Statues en pierre polychrome
Il s'agit d'un ensemble de quatre œuvres rouergates en pierre calcaire tendre polychrome datant du début du XVIe siècle, représentant :
- le groupe de l'Annonciation,
- sainte Anne et la Vierge apprenant à lire à l'enfant,
- un pélerin de Saint-Jacques ou saint Jacques lisant.

#### Le groupe de l'Annonciation

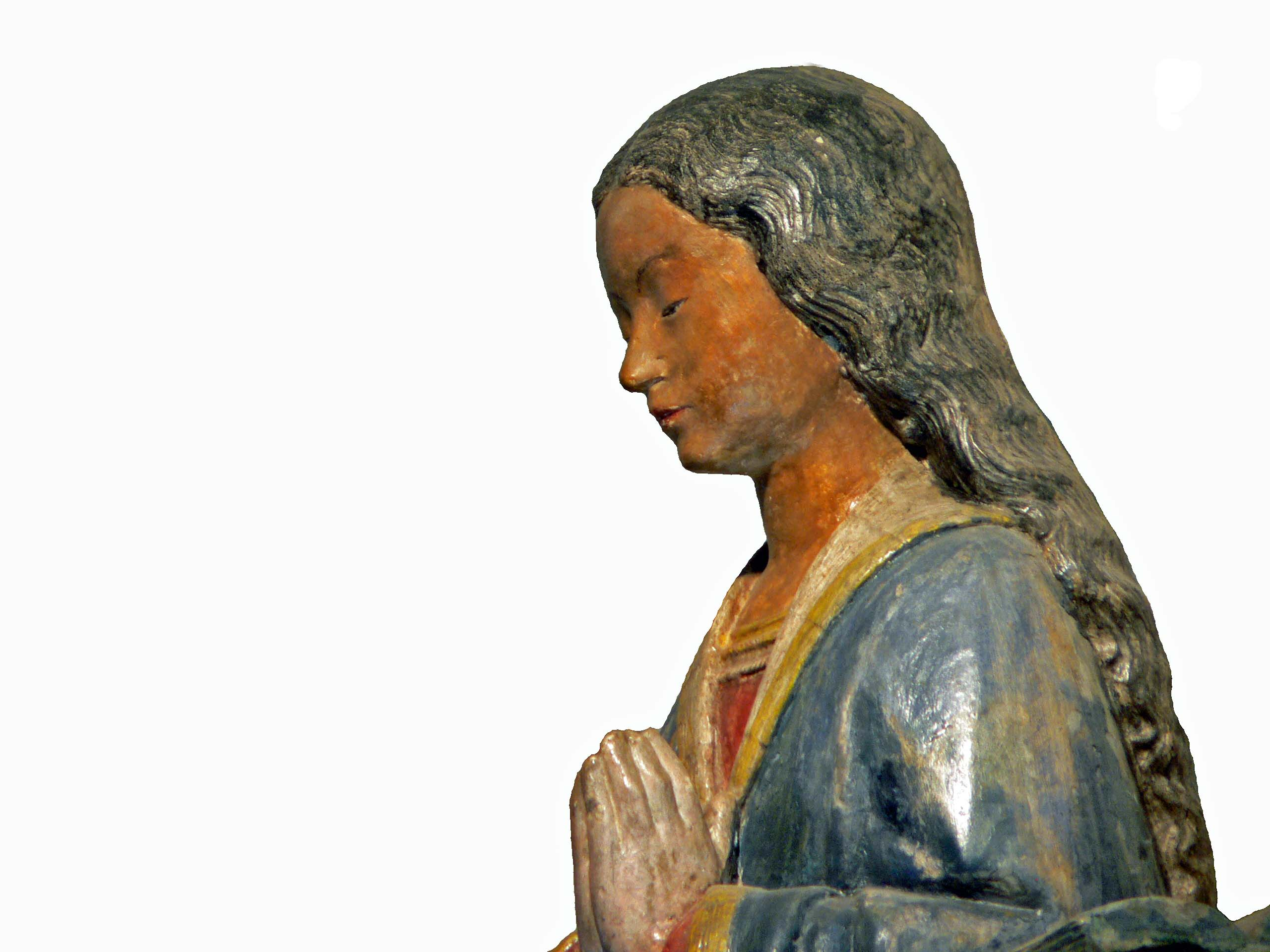
Détail de la scène de l'Annonciation : le buste de la Vierge Marie

Le groupe de l'Annonciation a récemment repris sa place dans la niche originale, complétant la scène. D'un ciel nuageux émergent, baignant dans la lumière, l'Esprit-Saint (la colombe) et Dieu le Père tenant un phylactère, accompagnant Gabriel dans son annonce à Marie. La Vierge agenouillée, recouverte d'un manteau bleue et tête nue, se détourne de son prie-Dieu où repose un livre ouvert à fermoirs pendants. Son regard est baissé et ses mains sont jointes en un geste de prière. L'ange annonciateur esquisse un geste de salutation angélique.

#### Sainte Anne et la Vierge apprenant à lire à l'enfant

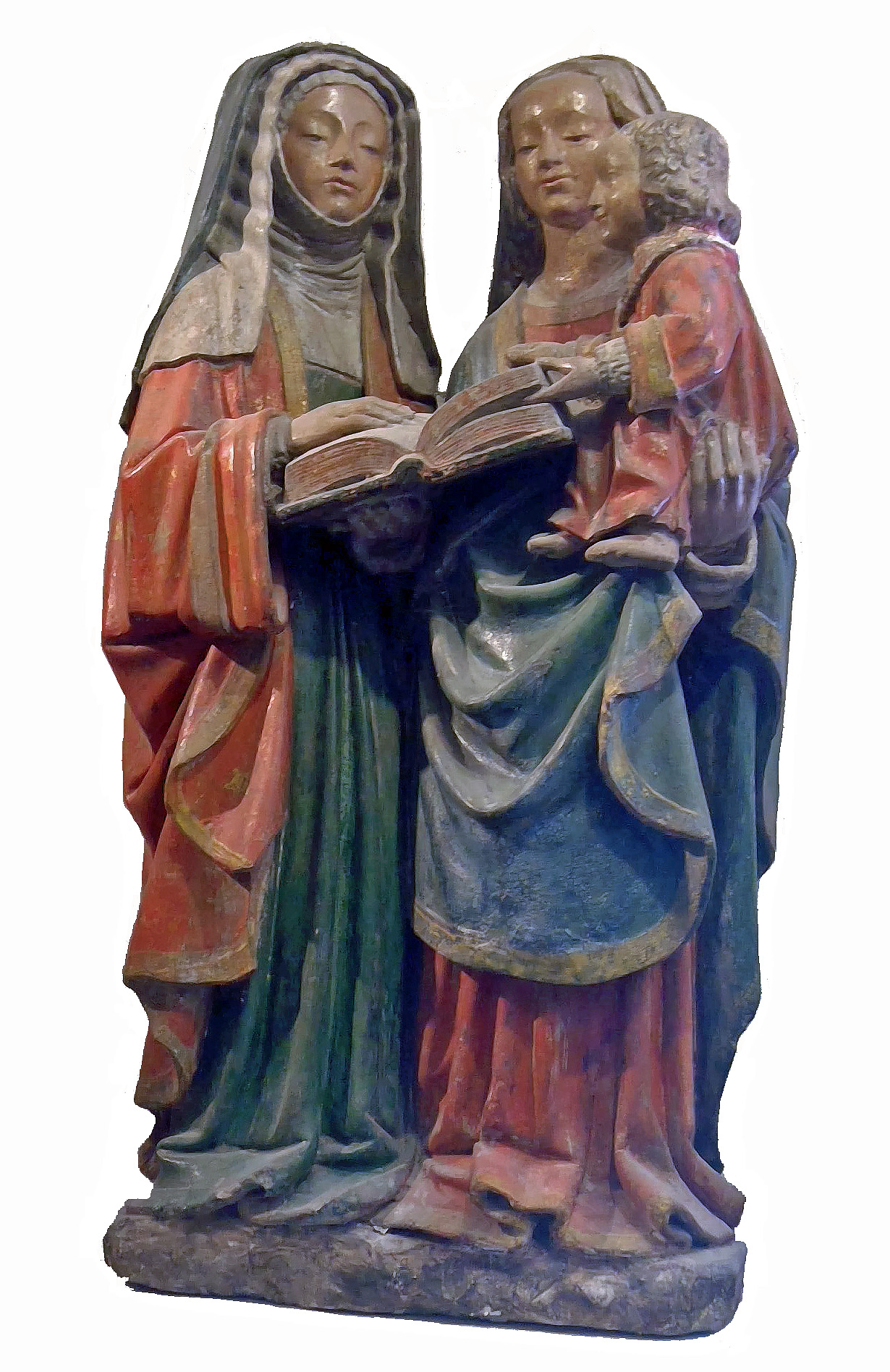
Sainte Anne trinitaire (MH 22-8-1950)

Sainte Anne, la tête entourée de la guimpe tuyautée, surmontée de deux voiles, pose la main sur le livre. Le Vierge soutient ce livre de la main droite, tandis que la gauche porte l'enfant. Elle est vêtue d'un grand manteau bleu qui se transforme en tablier sur le devant de la robe. Un voile posé à l’arrière de la tête dégage ses cheveux ondulés encadrant un visage semblable à celui de sainte  Anne. L'enfant rieur et vêtu d'une longue robe, porte autour du cou un collier de gros grains orné d'une croix ; sa main gauche feuillette le livre.
NB : Cette statue a été présentée à une exposition intitulée "Les majestés du Cantal" au musée du Luxembourg à Paris en 1992.

#### Le pèlerin de Saint-Jacques ou saint Jacques lisant

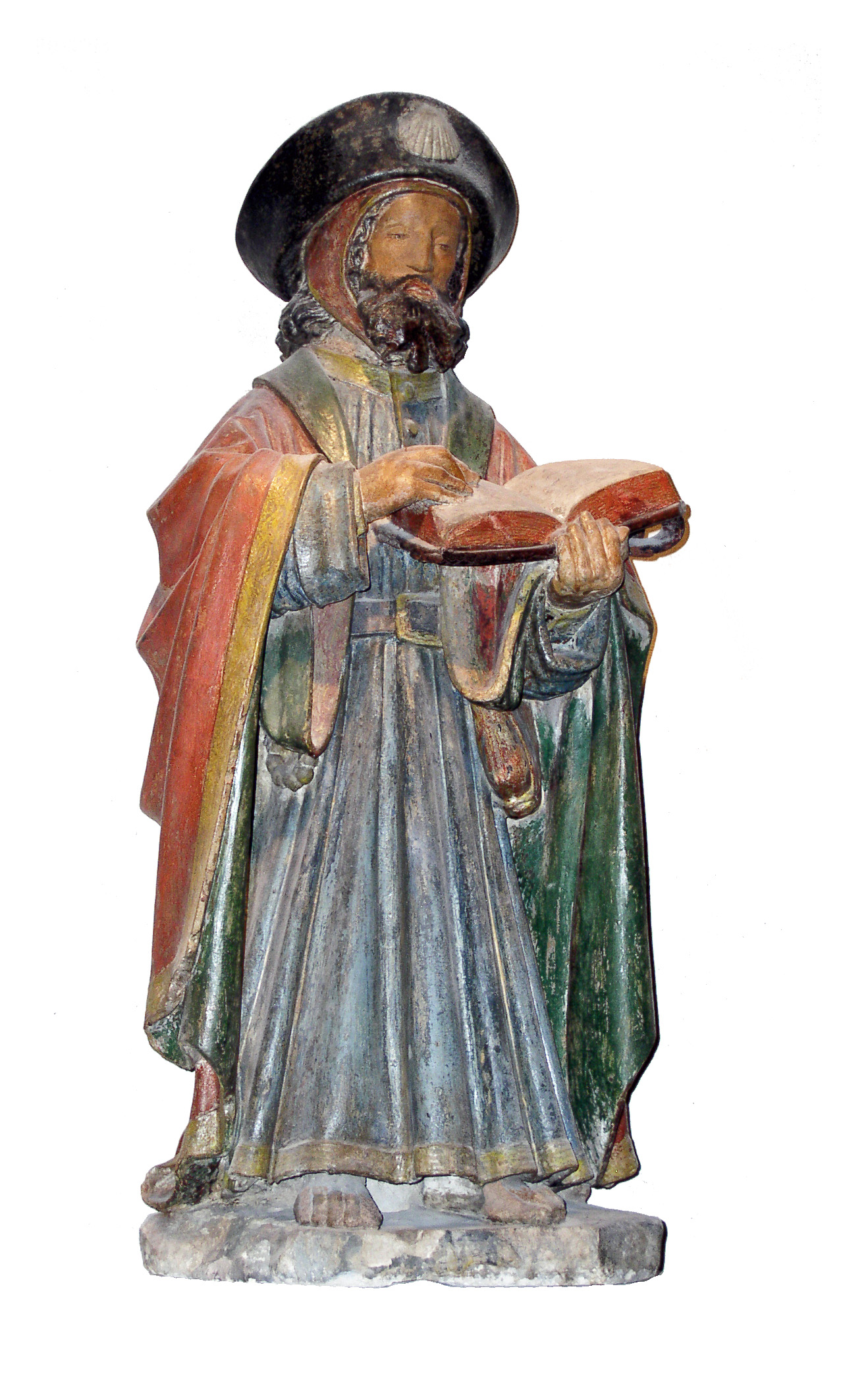
Pèlerin de Saint-Jacques lisant (MH 30-11-1987).

Le costume du pèlerin se compose d'une longue robe, boutonnée au col et ajustée à la taille par une ceinture à large boucle, qui s'évase jusqu'aux chevilles. Il est également vêtu d'une ample cape bordeaux bordée d'or, prolongé d'un collet recouvrant ses épaules. Il porte en bandoulière, à gauche, une besace en cuir. Le pèlerin est pieds nus et sa tête est couverte d'un chapeau à large bord rabattu orné de la coquille des pèlerins. Sa tenue est complétée par une coiffe bordeaux enveloppant ses oreilles et une partie de sa longue barbe. Il tient contre son avant-bras un grand livre relié de cuir, tandis que la main droite s’apprête à tourner une page.
Au XVe siècle, la "Peyrade" et "la route du Cantal" sont des voies principalement fréquentées pour des raisons économiques mais également une des variantes empruntées par des pèlerins d'Aurillac (reliques de saint Géraud), Marcolès à une journée de marche (reliques de saint Martin de Tours) et se rendant à Conques (reliques de sainte Foy) ou à Maurs (reliques de saint Cézaire), via Saint-Antoine. Cet  axe, plus direct, constituait un raccourci pour le trajet d'Aurillac à Conques.

### Lachaireà prêcher

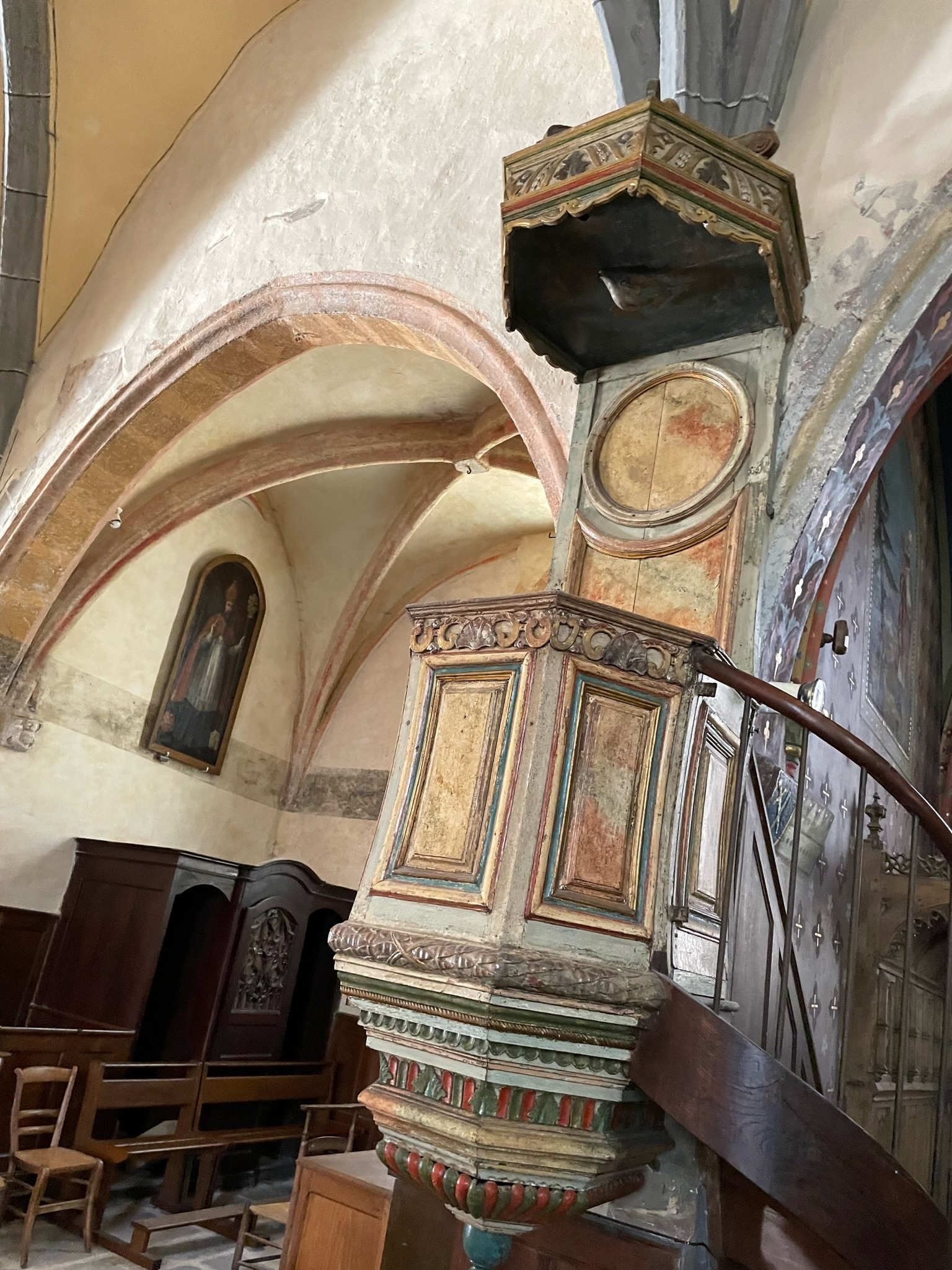
Chaire en bois polychrome (ISMH 23-06-1987)

Elle présente une cuve sur culot de plan polygonal, un dorsal et un abat-voix orné de la colombe symbolisant l'Esprit-Saint. On note le travail de sculpture avec des motifs de volutes, coquilles, tresse entrelacées de rubans de godrons et de feuilles sur la cuve et l'abat-voix. La rénovation de l'escalier d'accès remonte au XIXe siècle et c'est certainement à cette occasion que la chaire a été recouverte d'une peinture imitation bois ; lors de sa restauration, en 1998, la polychromie est réapparue.

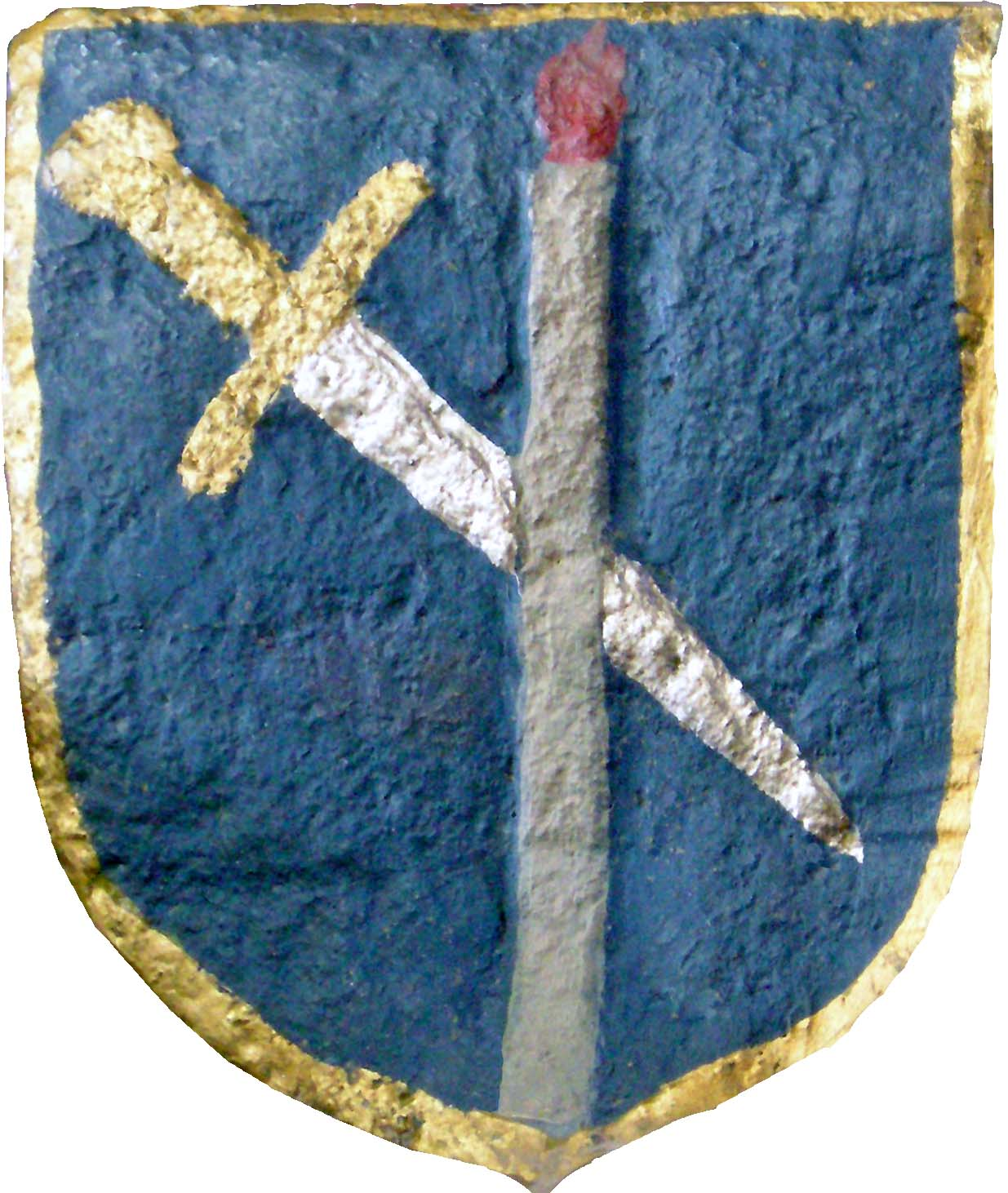
Blason ; cierge croisé obliquement par une épée pointé en bas sur fond azur

En partie haute de l'escalier d'accès à la chaire, un blason sculpté sur pierre en forme d'écu qui se lit ainsi : " d'azur au cierge d'argent flambant d'or en pal, percé en barre d'une épée à poignée d'or " symbolisant la lumière de la foi soutenue par un droit de haute justice. En héraldique, le bleu symbolise la loyauté, la fidélité ainsi que la sérénité. Son positionnement n'est pas fortuit ; il marque le moment de transition entre le profane et le sacré et rappelait au curé, qu'il entendait se manifester ès-qualité. 
Ce blason n'est pas spécifique à Marcolès. Il était visible au pied du sceau de l'église Notre-Dame d'Aurillac, sur le sceau de l'église de Laroquebrou, sur une clé de voûte de Yolet, sur le linteau de l'ancienne maison consulaire d'Aurillac... Seul le seigneur-abbé pouvait jouir d'une haute justice en ces différents lieux
En 1755, les consuls s'engagent à "faire placer incessamment dans l'église dudit Saint Martin de Marcolès une chaire neuve qu'elle est preste à poser..."  La présence de cette belle chaire est à attribuer à François de Conquans de la Morétie, curé. 

### La présentation au Temple

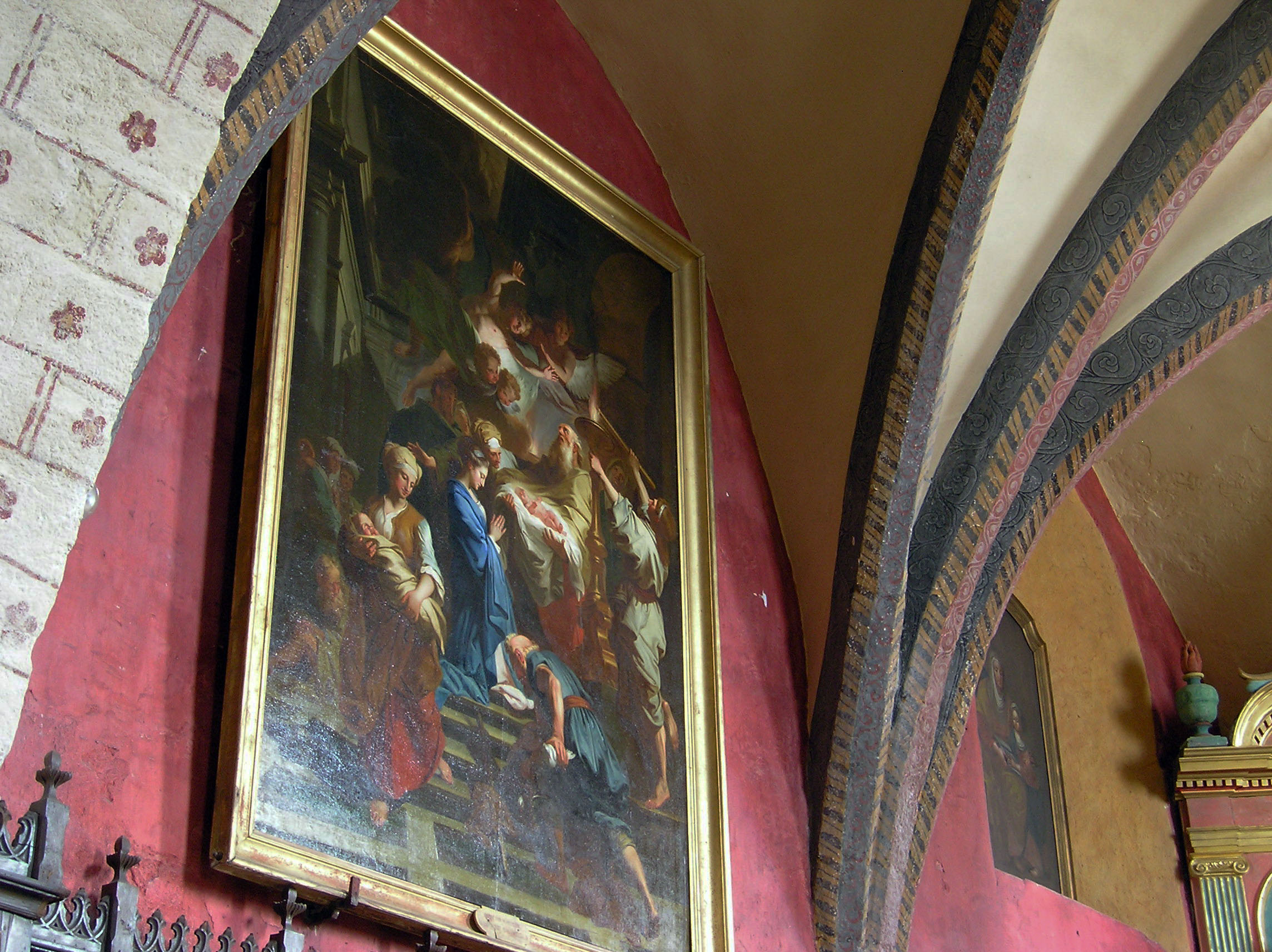
Présentation au Temple : huile sur toile (MH 22-07-1983)

Le vieillard Siméon tient dans ses bras l'enfant Jésus. Il le présente à un ciel peuplait d'anges. La Vierge Marie, vêtue de son manteau bleu et les mains jointes en signe de prière, est agenouillée devant lui.
Cette copie ancienne d'un tableau de Jean-Baptiste Jouvenet, dont l'original est aujourd'hui conservé au Northampton College (Pennsylvanie, États-Unis), a été offerte, en 1884, par Roger d'Humiéres.
Hauteur : 280 cm, largeur : 205 cm

### Les panneaux sculptés de la Renaissance

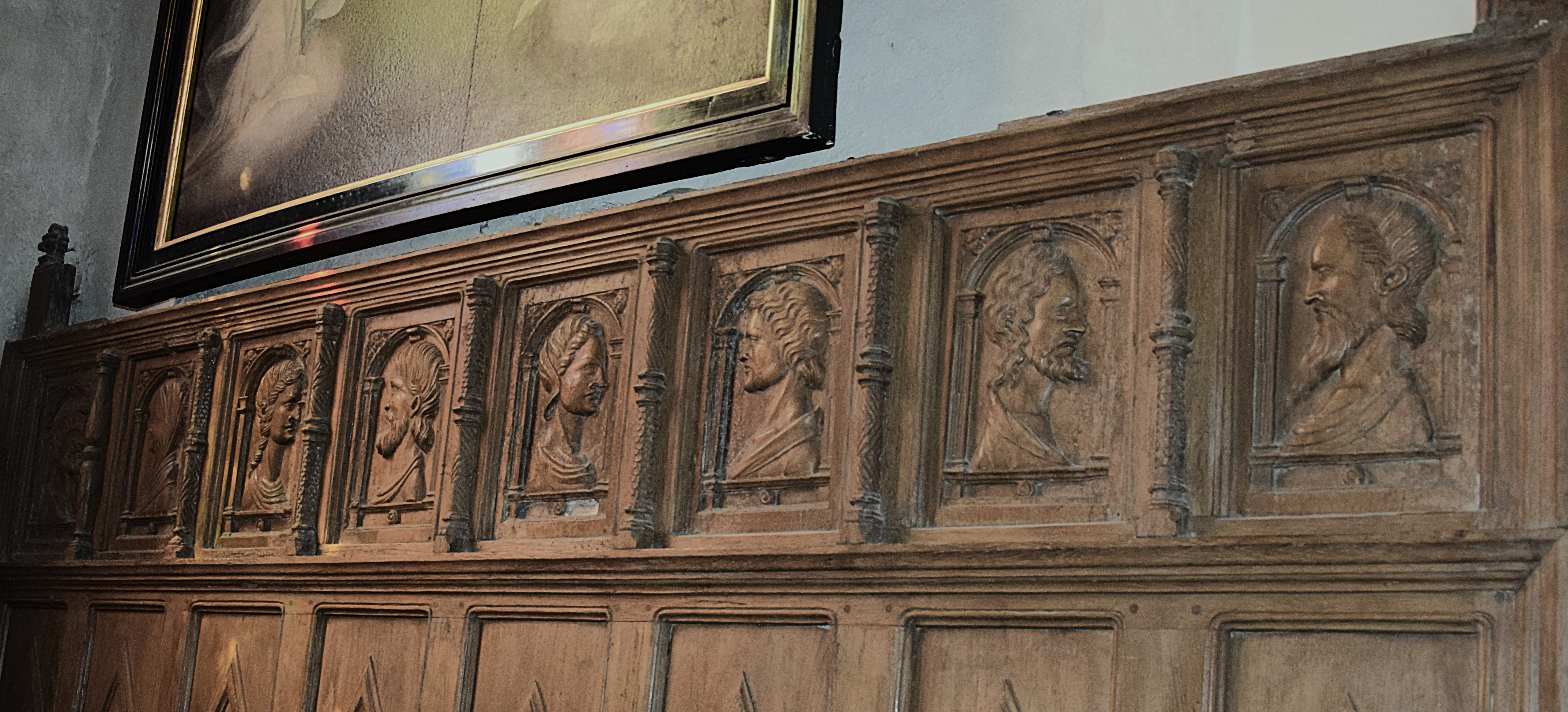
Panneaux sculptés en bas-reliefs représentant des bustes (MH 15-04-1957)

La chapelle de la Vierge, également connue sous le nom de Notre-Dame du Rosaire, est la seconde chapelle située au sud  du chœur. Son mur ouest accueille un banc d'œuvre du XIXe siècle, dont la singularité réside dans le réemploi de panneaux sculptés en bas-reliefs d'époque Renaissance.

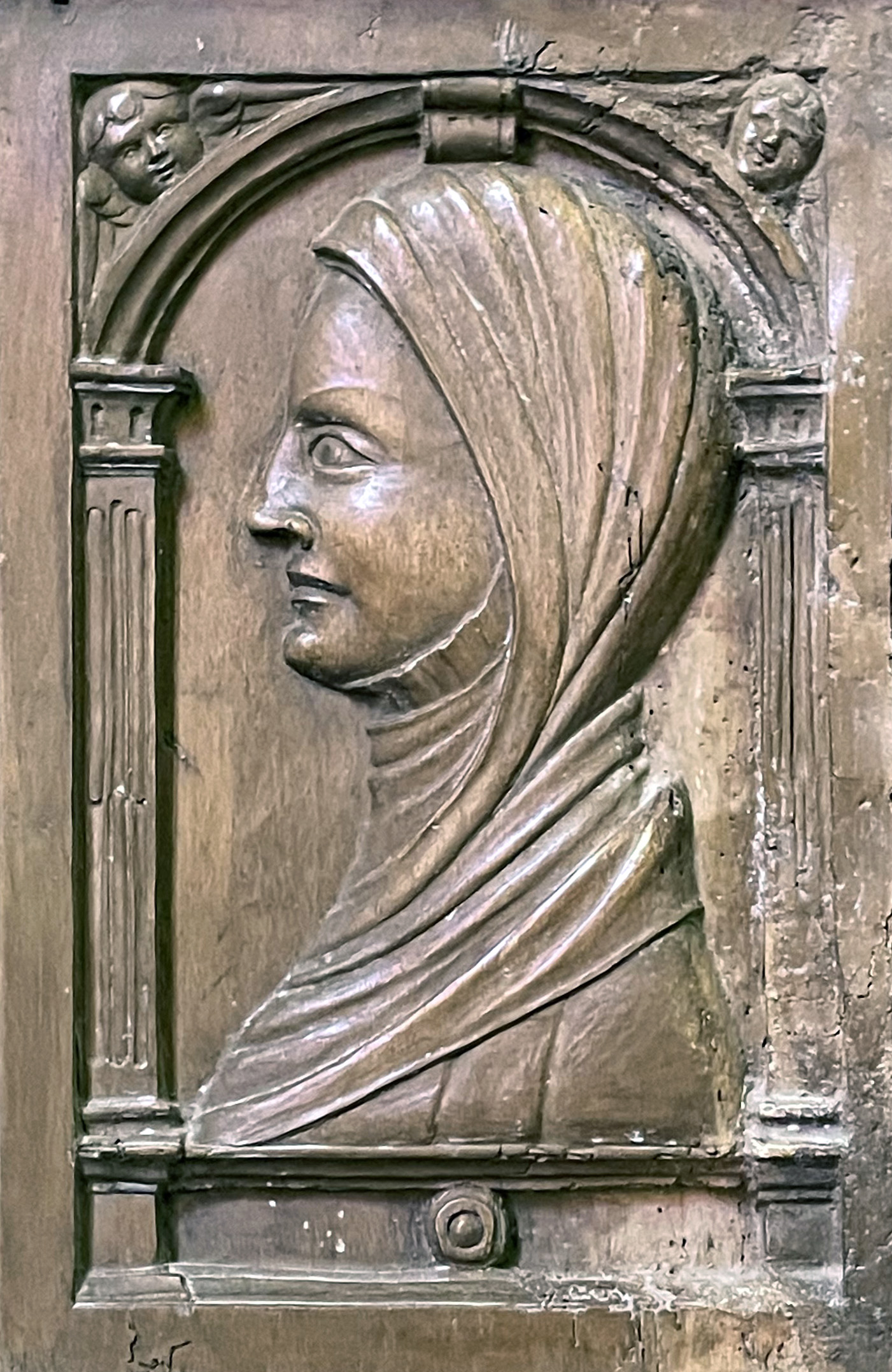
Panneau sculpté d'une femme voilée

Ces panneaux, d’une grande finesse, offrent aux regards attentifs une série de bustes de notables et de leurs épouses, disposés en vis-à-vis.  Chaque figure, finement ciselée témoignant du savoir-faire et de l’esthétique propres à cette époque. Ici le voile évoque la modestie, la pureté ou encore la foi. Il servait à enrichir le récit spirituel en y ajoutant une dimension de douceur et de recueillement.

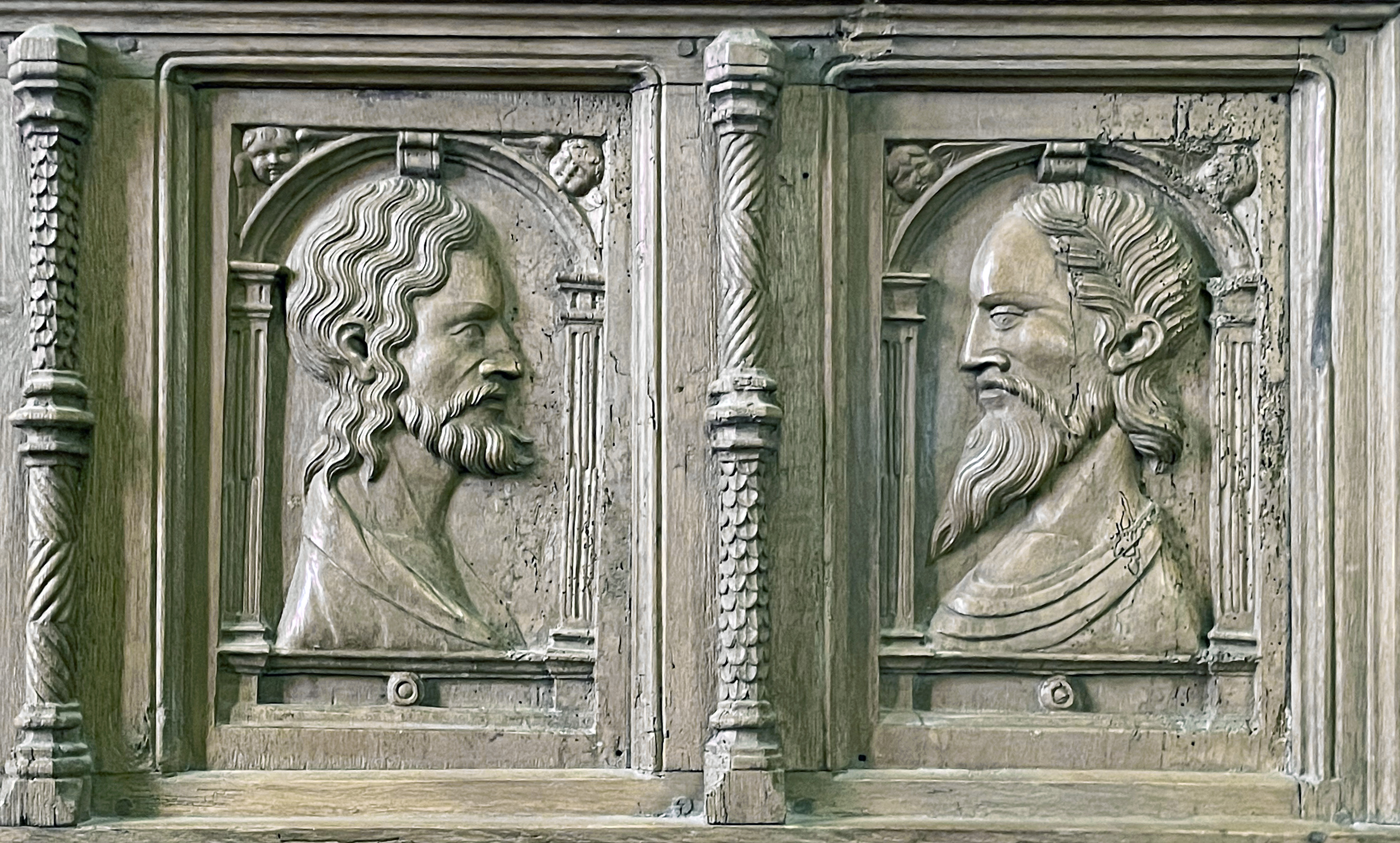
Panneau sculpté de deux notables en vis-à-vis

Ce panneau illustre une scène où deux notables se font face, incarnant l'élégance et le statut social de leur époque. L'attention se porte particulièrement sur le personnage de droite, dont la longue barbe pointue soigneusement peignée, ainsi que la tresse à l'avant de sa coiffure, traduisent un souci de raffinement et de prestance. La barbe, symbole de sagesse et de pouvoir, confère à son porteur un aura de distinction. Ces  représentations témoignent de l'importance accordée à l'apparence et aux codes vestimentaires.